# Этот счастливый народ
«Этот счастливый народ» (англ. This Happy Breed) — кинофильм режиссёра Дэвида Лина, вышедший на экраны в 1944 году. Экранизация одноимённой пьесы Ноэла Кауарда (1939). В 1947 году лента получила премию Национального совета кинокритиков США за лучшую женскую роль (Селия Джонсон).

## Сюжет
В фильме показана история семьи Гиббонсов, простых британцев, на протяжении двадцати лет, с 1919 по 1939 год. Действие начинается сразу же по окончании Первой мировой войны, когда Фрэнк Гиббонс, вернувшийся домой после четырёх лет окопной жизни, решает перевезти свою семью в дом попросторнее в пригороде Лондона. Здесь каждому члену большой семьи найдётся свой уголок, здесь пройдут два десятилетия их жизни, наполненные событиями, как радостными, так и печальными…

## В ролях
- Роберт Ньютон — Фрэнк Гиббонс
- Селия Джонсон — Этель Гиббонс, жена Фрэнка
- Эми Винесс — миссис Флинт, мать Этель
- Элисон Леггатт — тётя Сильвия, сестра Фрэнка
- Стэнли Холлоуэй — Боб Митчелл, сосед Гиббонсов
- Джон Миллс — Билли Митчелл, сын Боба
- Кэй Уолш — Куини Гиббонс, дочь Фрэнка и Этель, впоследствии жена Билли
- Эйлин Эрскин — Вай Гиббонс, дочь Фрэнка и Этель
- Джон Блайт — Редж Гиббонс, сын Фрэнка и Этель
- Гай Верней — Сэм Ледбиттер, муж Вай
- Бетти Флитвуд — Филлис Блейк
- Мерл Тоттенхем — Эди, служанка Гиббонсов
- Лоренс Оливье — рассказчик